# 白沙镇 (龙岩市)
白沙镇是中国福建省龙岩市新罗区下辖的一个镇。

## 行政区划
白沙镇下辖以下地区：
白沙村、南卓村、岩下村、大科村、罗坪村、郭畲村、营岐村、小吉村、渡头村、官洋村、田坑村、营边村、营头村、黄坂村、产坑村、半岭村、罗畲村、洋西村、大盂村、高洋村、邹山村、内村、樟坑村、小溪村、营斗村、吕洋村、珍坑村、苏一田村、孔党村、陈地村和吕凤村。